# Łamanina Dolna
Łamanina Dolna (lit. Lamanina) – wieś na Litwie, w okręgu wileńskim, w rejonie święciańskim, w gminie Nowe Święciany.

## Historia
W czasach zaborów zaścianek w powiecie święciańskim, w guberni wileńskiej Imperium Rosyjskiego. 
W dwudziestoleciu międzywojennym zaścianek leżał w Polsce, w województwie wileńskim, w powiecie święciańskim, w gminie Kołtyniany.
W 1931 w 2 domach zamieszkiwało 18 osób.
Miejscowość należała do parafii rzymskokatolickiej w Nowych Święcianach. Podlegała pod Sąd Grodzki w Święcianach i Okręgowy w Wilnie; właściwy urząd pocztowy mieścił się w Nowych Święcianach.
Od 1945 roku w Litewskiej Socjalistycznej Republice Radzieckiej.
Od 1990 na niepodległej Litwie.